# کارل نئوبرگ
کارل نئوبرگ (آلمانی: Carl Neuberg؛ زاده ۲۹ ژوئیهٔ ۱۸۷۷ درگذشته ۳۰ مهٔ ۱۹۵۶) یک شیمی‌دان در زمینه زیست‌شیمی اهل آلمان بود.وی را پدر علم بیوشیمی می دانند.